# تازقايت
تازقايت إحدى بلديات دائرة سيدي علي التابعة لولاية مستغانم.